# Коммерческое страхование
Коммерческое страхование - один из трёх методов создания страховых продуктов (наряду с самострахованием и взаимным страхованием), является на сегодня самым распространённым на страховом рынке.
В современной российской справочной литературе о страховании коммерческое страхование определяется следующим образом: «В страховых операциях и в управлении риском: передача риска путём приобретения лицом или организацией страхового полиса у страховой компании, имеющей лицензию на проведение страховых операций и по видам страхования, указанным в лицензии».Данное определение описывает процесс страхования с точки зрения страхователя, но не дает характеристики коммерческого страхования как экономического явления.
С экономической точки зрения метод коммерческого страхования обладает следующими характерными особенностями:
- страхователь сам не создаёт страховой фонд. Он покупает у страховщика право на получение определённого объема материальных благ (страховой выплаты) в случаях, установленных договором страхования, и в размерах, которые будут определяться исходя из конкретных обстоятельств в соответствии с условиями, прописанными в договоре;
- страховой договор между страхователем и страховой компанией по существу является договором купли-продажи страхового продукта, имеющего товарную форму;
- правом распоряжаться страховым фондом обладает исключительно страховая компания. Первоначальные средства поступают в этот фонд за счёт собственников страховой организации в виде части средств, составляющих уставный капитал страховой организации. В процессе страховой деятельности страховщик сам (без участия страхователей) принимает решение (в установленных нормативно-правовых рамках), о направлениях и размерах расходования средств, поступивших от продажи страховых продуктов. Ответственность за исполнение обязательств по страховым выплатам полностью лежит на страховщике;
- страхователь выступает только в качестве покупателя. Как и покупатель любого другого товара, он не сохраняет права собственности на средства, уплаченные за товар, и не может знать, как они будут использоваться. Страхователь не имеет ни прав, ни возможности влиять на то, как будут использоваться эти средства. Страхователь не несёт какой-либо ответственности перед другими страхователями данного страховщика;
- уплачивая страховую премию, страхователь приобретает право на получение от страховщика страховой выплаты при обстоятельствах, указанных в договоре страхования;
- средства уплаченных страховых премий переходят в собственность страховщика и становятся - после завершения периода страхования - его доходом[3];
- страхователь имеет право требовать от страховщика выполнения условий договора страхования, в том числе выплаты страхового возмещения, в том объеме, который соответствует условиям договора страхования;
- владельцем страхового фонда является коммерческая страховая организация, учрежденная юридическими и (или) физическими лицами с целью ведения предпринимательской деятельности и получения прибыли, которая может быть распределена между владельцами организации.

В некоторых случаях при коммерческом страховании страхователи имеют право на получение части прибыли страховщика (страхование по так называемым полисам с участием, а также фондовое страхование). Но в этом случае условия участия страхователя в прибыли страховщика прописываются в договоре страхования и не зависят от решения сообщества страхователей, как это происходит при взаимном страховании. Поэтому данные обстоятельства не меняют характера экономических отношений между страхователем и страховщиком, так как не наделяют страхователя правом участия в распоряжении средствами страхового фонда и/или обязанностью отвечать по обязательствам страховщика перед другими страхователями или иными хозяйствующими субъектами.
В отечественных публикациях нередко коммерческое страхование называют акционерным страхованием на том основании, что оно осуществляется страховыми организациями, имеющими организационно-правовую форму открытых или закрытых акционерных обществ. Однако в Российской Федерации этот метод используют также страховщики, имеющие организационно-правовую форму общества с ограниченной ответственностью. На зарубежных страховых рынках метод коммерческого страхования применяется также страховщиками, представляющими единоличное предпринимательство, организационно-правовая форма которого сохранилась только в Великобритании (андеррайтеры корпорации Ллойда).
Исторически метод коммерческого страхования появился позже самострахования и взаимного страхования. Успех его развития предопределили следующие факторы: 
- уровень развития рыночных отношений, позволявший формировать спрос на страховые продукты, произведенные данным методом;
- накопление денежных средств в объёме, достаточном для создания страховых продуктов на начальной стадии деятельности коммерческой страховой организации;
- наличие массивов данных, характеризующих страхуемые риски, и математического аппарата для обработки этих данных;
- достижения науки, позволившие успешно и выгодно организовать финансовую деятельность страховщиков на основе данного метода. Именно возможность получения прибыли привлекла акционерные компании в сферу страхования.